# Kościół św. Michała Archanioła w Rejowcu
Kościół świętego Michała Archanioła – rzymskokatolicki kościół cmentarny należący do parafii św. Jozafata Kuncewicza. Jeden z rejestrowanych zabytków miejscowości.
Świątynia została wzniesiona jako cerkiew unicka. Budowla powstała na miejscu poprzednich drewnianych świątyń, wymienianych w 1619 i 1720 roku. Obecna cerkiew została wybudowana w latach 1796-1802 i ufundowana przez Wiktoryna Zaleskiego
(dokończył ją Józef Ossoliński). W 1875 roku, wskutek likwidacji unickiej diecezji chełmskiej została zamieniona na cerkiew
prawosławną. W 1919 roku budynek został zrewindykowany na rzecz Kościoła rzymskokatolickiego. W latach
1941-1944 budowla ponownie należała do prawosławnych. Była gruntownie restaurowana około 1830 roku, oraz po zdewastowaniu pod koniec II wojny światowej w 1990 roku. W 2002 roku zostały wzmocnione mury i tynki kościoła oraz wymalowano wnętrze.

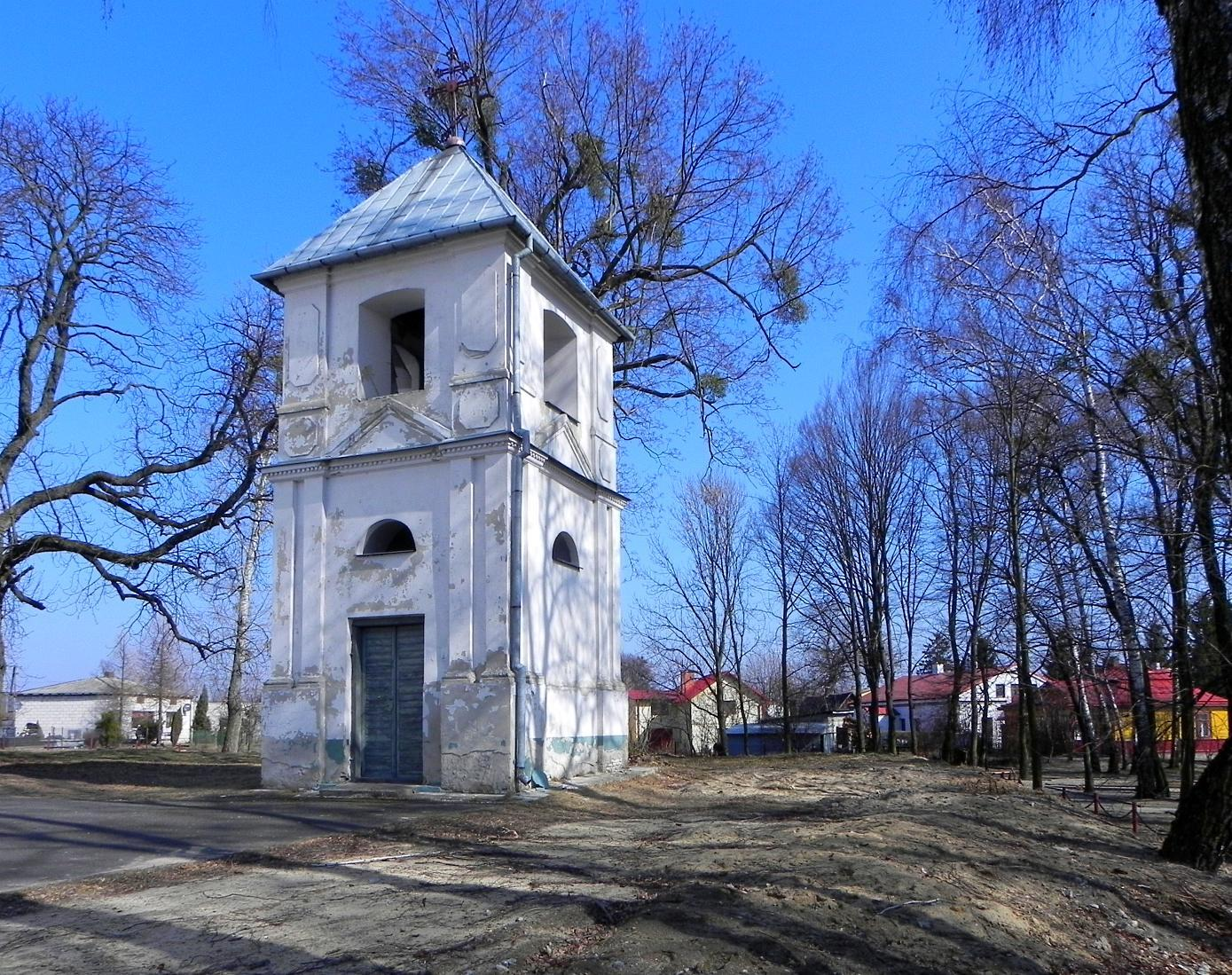
Dzwonnica

Jest to budowla murowana, wzniesiona z cegły i otynkowana, reprezentująca styl klasycystyczny, zwrócona prezbiterium, w stronę zachodnią. Wybudowana została na planie wydłużonego prostokąta, z wydzielonym wewnątrz krótkim prostokątnym prezbiterium. z lewej i prawej strony prezbiterium są umieszczone zakrystie z lożami na piętrze, wtopione w bryłę kościoła. Wymiary kościoła to długość 23,53 metry i szerokość 13,55 metrów, kubatura - 3000 m³, powierzchnia użytkowa - około 319 m². Zewnętrzne elewacje są rozczłonkowane pilastrami toskańskimi umieszczonymi na boniowanych cokołach. Ponadto do wystroju kościoła należy belkowanie z fryzem tryglifowo-metopowym i ząbkowaniem, obramienia opaskowe okien i drzwi wejściowych oraz ogzymsowany trójkątny przyczółek z okulusem na elewacji głównej o trzech osiach zakończony wysokim murem attykowym, wzbogaconym w partiach bocznych rzędem płycin. Nad attyką znajduje się jeszcze wysoki szczyt w kształcie aediculi ujętej parami pilastrów, zakończonej trójkątnym przyczółkiem, z przeźroczem na sygnaturkę. Elewacja tylna zakończona jest trójkątnym szczytem z okulusem. Ściany we wnętrzu nawy są rozczłonkowane płaskimi filarami przyściennymi z parami pilastrów toskańskich trzymającymi belkowanie z fryzem tryglifowo-metopowym. Powyżej znajduje się dekoracja stiukowa z motywami chust. Podobne wyposażenie jest umieszczone w zakrystiach, gdzie belkowanie z fryzem stanowi balustradę lóż. Chór muzyczny jest podparty dwoma filarami o parapecie posiadającym identyczne jak w lożach belkowanie. W podchórzu z lewej i prawej strony znajdują się dwa wejścia na chór a w środku znajduje się niewielka kruchta. Na ścianie zachodniej prezbiterium są umieszczone architektoniczne podziały ołtarz głównego w kształcie aediculi z dwoma parami pilastrów toskańskich podtrzymujących trójkątny przyczółek. We wnętrzu zachowały się również resztki polichromii klasycystycznej, na pilastrach iluzjonistyczne kolumny
korynckie, a nad wnęką ołtarzową ornament w stylu rokokowym. W zakrystiach znajdują się murowane, klasycystyczne kominki, wykonane w XVIII wieku.